# Єремія Михайло Дмитрович
Михайло Дмитрович Єремія (7 листопада 1927, містечко Ганчешти, тепер місто Хинчешти, Молдова — ?) — молдавський радянський діяч, журналіст, редактор газети ЦК КП Молдавії «Молдова Сочиалистэ». Член ЦК КП Молдавії в 1976—1990 роках. Депутат Верховної Ради Молдавської РСР 9—11-го скликань.

## Біографія
Народився в селянській родині. У 1945 році закінчив Битцевський сільськогосподарський технікум Московської області РРФСР.
У 1945—1948 роках — агроном-пчоловод Котовського районного земельного (сільськогосподарського) відділу Молдавської РСР.
Член ВКП(б) з 1948 року.
У 1948—1950 роках — штатний пропагандист Котовського районного комітету КП(б) Молдавії.
З 1950 року — редактор газети «Бируинца комунизмулуй» політичного відділу Леовської машинно-тракторної станції Молдавської РСР.
У 1953 році закінчив Республіканську партійну школу при ЦК КП Молдавії в Кишиневі.
У 1953—1960 роках — редактор Карпіненської районної газети «Патрия Советикэ» Молдавської РСР.
У 1960—1963 роках — завідувач відділу редакції газети ЦК КП Молдавії «Молдова Сочиалистэ».
У 1961 році закінчив Вищу партійну школу при ЦК КПРС у Москві.
У 1963—1966 роках — інструктор сектору друку відділу пропаганди та агітації ЦК КП Молдавії.
У 1966—1971 роках — редактор газети «Кишинэу. Газетэ де сарэ» («Вечірній Кишинів»).
У 1971 — січні 1989 року — редактор газети ЦК КП Молдавії «Молдова Сочиалистэ».
Одночасно з 1976 року — голова правління Спілки журналістів Молдавської РСР.
З 1989 року — на пенсії.
Подальша доля невідома.

## Нагороди
- орден «Знак Пошани»
- медалі
- Заслужений журналіст Молдавської РСР